# Riksförbundet Sveriges militärkulturhistoriska föreningar
Riksförbundet Sveriges militärkulturhistoriska föreningar (RSMF) är ett riksförbund med anslutna militärkulturhistoriska föreningar. Förbundet grundades ursprungligen 1982, men reorganiserades 1999. Verksamheten samordnas av riksförbundsstyrelsen. Utöver styrelsen finns även ett s.k. riksförbundsråd. Riksförbundsmötet (årsmötet) genomförs årligen med någon av medlemsföreningarna som värd. RSMF är sammanhållande för större evenemang och upprätthåller även internationella kontakter på riksnivå.